# Дехтярук Вадим Іванович
Вадим Іванович Дехтярук (нар. 11 жовтня 1985 р. м. Полонне, Хмельницька обл. - загинув 12 вересня 2022 р.поблизу населеного пункту Зелений Гай, Миколаївська обл.) - солдат, учасник російсько-української війни.

## Життєпис
Народився 11 жовтня 1985 року в м. Полонне, Хмельницької області.
Навчався Понінківське професійно-технічне училище, Полонський професійний ліцей.
Служив в 46 окремому стрілецькому батальйоні, розвідник розвідувального взводу.
Під час наступальних дій поблизу населеного пункту Зелений Гай Миколаївської області потрапив у ворожу засідку та отримав поранення.
Помер в реанімаційному відділенні Миколаївської лікарні.

## Увіковічнення пам'яті
На фасаді Полонської гімназії № 6 відкрито меморіальну дошку.